# Das Geschäft des Lebens
Das Geschäft des Lebens ist ein Fernsehfilm von 1986 unter der Regie von Fielder Cook. In den Hauptrollen sind Robin Williams, Jerry Stiller und Joseph Wiseman zu sehen. Das Drama basiert auf dem gleichnamigen Roman von Saul Bellow. Der Film feierte im Mai 1987 in der PBS-Reihe "Great Performances" seine TV-Premiere.

## Handlung
Die Geschichte spielt im Jahr 1956. Nachdem Tommy Wilhelm seinen Job als Handelsvertreter für Kindermöbel verloren hat, zieht er von Massachusetts nach New York City. Die finanziellen Forderungen seiner Frau, von der er sich getrennt hat, belasten ihn. Er zieht in das gleiche Hotel wie sein Vater, der Arzt Dr. Adler, zu dem er ein gespanntes Verhältnis hat.
Rückblenden zeigen Tommys Vergangenheit, wie er nach Los Angeles zog, seinen Namen änderte und versuchte, Schauspieler zu werden, was jedoch scheiterte. Seine Ehe scheiterte, weil er seine Frau verließ, und von den beiden Söhnen ist er entfremdet.
In New York lässt sich Tommy auf Dr. Tamkin ein, einen Bekannten seines Vaters, der auf dem Rohstoffmarkt spekuliert. Er erklärt sich bereit, ein von Tamkin verwaltetes Konto auf einer 50-50-Basis zu eröffnen, aber Tamkin überredet Tommy, den größten Teil des Geldes zu investieren. Als die Preise fallen und Tommy das Konto auszahlen lassen will, drängt Tamkin Tommy, ruhig zu bleiben und den Tag zu nutzen.
Das Rohstoffunternehmen bricht zusammen, und er hat seine gesamten Ersparnisse verloren und kann nicht einmal seine Hotelrechnung bezahlen. Seine entfremdete Frau ist ihm unsympathisch, und sein Vater weigert sich, ihm zu helfen oder ihn auch nur emotional zu unterstützen. Tommy versucht, Tamkin zu finden, der verschwunden ist. Er landet auf der Beerdigung eines Fremden, wo er weint und mit einem Trauernden verwechselt wird.

## Produktion
Williams’ Besetzung der Rolle wurde als deutliche Abkehr von seinen früheren komischen Rollen, wie der Fernsehserie Mork vom Ork, bezeichnet, obwohl er zuvor auch in dramatischen Rollen, wie Garp und wie er die Welt sah, aufgetreten war. Williams beschrieb es als "eine Art jüdisch-griechisches Drama". Der Film wurde über einen Zeitraum von dreißig Tagen in New York City gedreht, länger als die meisten Fernsehfilme auf kommerziellen Sendern zu dieser Zeit, aber viel kürzer als der Drehplan eines Spielfilms.
Der Film ist von Williams’ Managementgesellschaft am Kinostart gehindert worden. Der San Francisco Examiner berichtete, dass die Entscheidung getroffen wurde, weil der Film nicht wie die Komödien war, für die Williams bekannt wurde.

## Rezeption
Der Kritiker des Philadelphia Inquirer, Ken Tucker, lobte die Leistungen, schrieb aber, der Film sei "ein wenig langweilig in seiner unerbittlichen Depression". Der Regisseur, so schrieb er, sei "nur allzu bereit, eine Szene trödeln zu lassen, um Tommys Qualen besser hervorzuheben."
Ein Kritiker des San Francisco Examiner nannte den Film ein "kraftvolles Drama" und eine "bemerkenswert getreue Wiedergabe" des Bellows Romans und lobte die Darsteller: Williams sei "erstklassig".
Der Kritiker der New York Times, John J. O’Connor, lobte die Leistung von Wiseman und sagte, dass Stiller "den Film stiehlt". Aber er kritisierte die Besetzung von Robin Williams als zu "mittelamerikanisch" für die Rolle eines jüdischen New Yorkers. Er schrieb, Williams’ Darstellung sei übermäßig intensiv und die Darstellung jüdischer Menschen, deren einziger Maßstab das Geld ist, sei "ein Szenario, das darauf ausgelegt ist, zu verunsichern, möglicherweise sogar zu beleidigen".
Der Kritiker John Leonard bezeichnete den Film im New York Magazine als "hässliches Zeug", sagte aber, dass Williams "dem größtenteils gewachsen ist".